# گروه رنک
گروه رنک (انگلیسی: The Rank Group) شرکت سرگرمی بریتانیایی است، که در سال ۱۹۹۵ تأسیس شد.